# Аксаков, Николай Николаевич
Никола́й Никола́евич Акса́ков (14 мая 1925 — 22 марта 1969) — старший телефонист роты связи 244-го гвардейского стрелкового полка (82-я гвардейская стрелковая дивизия, 8-я гвардейская армия, 1-й Белорусский фронт), гвардии сержант.

## Биография
Родился 14 мая 1925 года в городе Сватово Луганской области Украинской ССР. Украинец.
В 1943 году был призван в Красную Армию. В боях Великой Отечественной войны с февраля 1943 года. Служил телефонистом роты связи.
Приказом от 29 августа 1944 года гвардии красноармеец Аксаков Николай Николаевич награждён орденом Славы 3-й степени. Приказом от 17 марта 1945 года гвардии красноармеец Аксаков Николай Николаевич награждён орденом Славы 2-й степени.
18 апреля 1945 года устранил 27 порывов на линии связи. При штурме Берлина десятки раз отправлялся на возобновление связи с батальонами, переплывал несколько раз реку Шпрее. Организовал оборону штаба, спасение имущества штаба полка и его флага. 26 апреля соединил 23 порыва на линии связи.
Указом Президиума Верховного Совета СССР от 15 мая 1946 года за образцовое выполнение заданий командования гвардии сержант Аксаков Николай Николаевич награждён орденом Славы 1-й степени. Стал полным кавалером ордена Славы.
В 1950 году гвардии старшина Аксаков был демобилизован. Вернулся в родной город Сватово. Работал инструктором ДОСААФ, председателем спортивного общества «Колхозник». Затем токарем-карусельщиком на Краматорском заводе им. Орджоникидзе, кочегаром паровоза в депо станции Попасная. В 1954 году окончил Лисичанский горный техникум, после чего работал механиком участка № 16 города Голубовка, электрослесарем на шахте «Кремінська-східна». По возвращении в феврале в 1957 года в Сватово, работал на автотранспортном предприятии № 12135 электриком-аккумуляторщиком, мастером электроцеха, главным механиком. В 1968 году вступил в КПСС.
Скончался 22 марта 1969 года. Похоронен на Центральном кладбище города Сватово.

## Награды
- Орден Славы 3-х степеней
- Медаль «За отвагу»
- Другие медали